# David Pinillos
David Pinillos (Segòvia, 1974) és un muntador i director de cinema espanyol. Es va estrenar en la direcció amb Bon appétit, després d'haver escrit i dirigit el curtmetratge Dolly, produït també per Morena Films. Fins llavors havia acumulat una àmplia experiència com a muntador, labor que continua exercint.
Algunes de les pel·lícules en les quals ha participat són Gordos de Daniel Sánchez Arévalo, que li va valer la nominació al Goya al millor muntatge, La vergüenza de David Planell, Sexykiller de Miguel Martí, 8 citas de Rodrigo Sorogoyen i Peris Romano, Películas para no dormir: La habitación del niño d'Álex de la Iglesia o El juego de la verdad de Álvaro Fernández Armero.

## Filmografia
Com a director
- Dolly (2007)
- Bon appétit (2010)
- Gran Reserva (2013)
- Gran Hotel (2013)
- Refugiados (2014-2015)
- Velvet (2014-2016)
- Tiempos de guerra (2017)
- Las chicas del cable (2017-present)
- 45 revoluciones (2019)

com a guionista
- "Bon appétit" (2010)
- "Dolly" (2007) Curtmetratge

com a muntador
- Gordos (2009)
- La vergüenza (2009)
- Sexykiller (2008)
- 8 citas (2008)
- Salir pitando (2007)
- Seis o siete veranos (2007)
- Mensajes de voz (2007)
- Ludoterapia (2006)
- Trastorno (2006)
- Películas para no dormir: La culpa (2006) (TV)
- Películas para no dormir: La habitación del niño (2006) (TV)
- Fin de curso (2005)
- Mar de cristal (2005)
- El juego de la verdad (2004)
- Secuestrados en Georgia (2003) (TV)
- Slam (2003)
- Muerte súbita (2002)
- Portman, a la sombra de Roberto (2001)
- La cartera (2000)

## Reconeixement
- Pantalla Oberta a Nous Realitzadors de 2011 per Bon appétit ael Festival de Cinema d'Alcalá de Henares
- Goya al millor director novell el dia 13/02/2011 per la direcció de "Bon appétit".[3]